# Strokovni prijemi
Parterne tehnike, ki se v japonščini imenujejo katame-waza (固め技"spoprijemalna tehnika"), je vsaka specifična  rokoborba, judo, ali druga borilna veščina, ki se uporablja za nasprotnika. Strokovni prijemi zadržanja se uporabljajo predvsem za nadzor nasprotnika in napredovanje v točkah ali pozicioniranju . Prijemi se lahko razvrstijo po svoji funkciji, kot stiskanje, zadrževanje ali podreditev, medtem ko se drugi lahko razvrstijo po svojiem anatomskem učinku: davljenje, vzvodi. Za nekatere od teh prijemov je lahko primernih več kategorij.

## "Clinch" prijem
Prijem v "chlinch" (znano tudi kot zadrževanje v "klinču" ) je oprijemljivo držanje, ki se uporablja v boju s "klinči" z namenom nadzora nasprotnika. V rokoborbi se imenuje naveza. Uporaba klinča zadrži rezultate v "klinču" . Zadrževanje v "klinču" se lahko uporablja za zapiranje nasprotnika, kot predhodnik meta, za preprečevanje nasprotnika, da bi se oddaljil ali učinkovito udaril. Tipični prijemi v "klinč" vključujejo:
- Medvedji objem
- Kravata
- "Overhook"
- Zategnjena kravata
- "Underhook"

## Končnih prijem
Končni prijemi (v japonščini osaekomi-waza, 抑 え 込 み 技, "tehnika zadrževanja") je splošni prijem, ki se uporablja na tleh, katerega namen je podrediti nasprotnika z izvajanjem nadrejenega nadzora nad nasprotnikom in obdržati nasprotnika na tleh. Prjem, kjer se oba nasprotnikova ramena dotakneta tal, se štejejo za pogoje za zmago v več bojnih športih.
Učinkovito držanje nasprotnika na tleh je pogoj za zmago v številnih stilih rokoborbe in je znano kot preprosto "pripenjanje". Končni prijemi, ki jih vzdržujete 20 sekund, so tudi zmagovalni pogoj v judu . Uporabljajo tudi v rokoborbi in mešanih borilnih veščinah, čeprav samo zadrževanje ni pogoj za zmago. Prijeme lahko uporabimo za počitek, medtem ko nasprotnik poskuša pobegniti, za nadzor nasprotnika med udarci ali za nadzor nasprotnika preden ta udari.

## Končni prijem stoje
V borilnih športih je končni prijem stoje zadrževanje, ki se uporablja, da nasprotnika prisili, da se preda zaradi močne bolečine ali strahu pred poškodbami. Submisijske zadrževalnike uporabljamo predvsem v boju na tleh in jih lahko ločimo na zožitve (davljenje, kompresijske vzvode) in manipulacije (vzvode slepov, sorazmerno z bolečino ). Pri uporabi teh tehnik lahko pride do izpahov, strganih vezi, zlomov kosti, nezavesti ali celo smrti.
Skupni borilni športi, ki vsebujejo predaje, so:
- Brazilski Jiu-Jitsu
- Catch wrestling
- Judo
- Jujutsu
- Mešane borilne veščine
- Sambo
- Shoot wrestling

## Vrste vzvodov
Isti prijem se lahko imenuje z različnimi imeni v različnih umetnostih ali državah. Nekatera najpogostejša imena za prijeme v sodobni angleščini vključujejo:

### Vzvodi sklepov
Vzvodi sklepov : Vsaka stabilizacija enega ali več sklepov pri običajnem ekstremnem obsegu gibanja
- "Can opener" : vrsta prijema okoli vratu
- Križni prijem: vrsta prijema okoli vratu
- Vzvod na vratu: pritiska na vrat z vlečenjem ali zasukanjem glave
- Nelson (četrtina, polovica, tričetrt in polna): Roka objema  nasprotnikovo roko in je pritrjena na vratu
- Manipulacija majhnih sklepov: vzvodi na prstih ali na nogah
- Vzvod hrbtenice: pritisk na hrbtenico z zasukom ali upogibanjem telesa
- Twister: vrsta vzvoda telesa in vzvod vratu
- Vzvod na zapestju: splošni izraz za vzvode sklepov na zapestju ali radioulnarnem sklepu ; zapestnice predstavljajo kršitev blagovne znamke Aikido in se uporabljajo v kombinaciji z vzvodi v rokoborbi.

#### Vzvodi rok
Vzvodi rok: splošni izraz za vzvode na komolcu ali rami
- Americana : BJJ izraz za stranski vzvod
- "Chicken wing" : Izraz za različne vzvode, zlasti med Shoot rokoborbo in Jeet Kune Do
- Hammerlock : nasprotnikovo roko pritrdi za hrbet, z zapestjem proti lastni rami
- Juji-Gatame : vrsta prijema, kjer je roka nasprotnika med nogami
- Ključavnica : kjer je roka obrnjena kot ključ
- Kimura : BJJ izraz za medialni vzvod
- Omoplata : BJJ izraz za vzvod na rami z uporabo nog

#### Vzvodi nog
Vzvodi nog : Splošni izraz za vzvode sklepov v kolku, kolenu ali gležnju.
- Vzvod na gležnjuj
- Kavelj za peto : vzvod ki zavrti gleženj
- Vzvod na kolenu
- Vzvodi na prstih

### Tehnike davljenja
- Dušilka Anaconda : vrsta trikotnega davljenja z roko
- Trikotno davljenje z roko: trikotno davljenje z uporabo rok
- Križno davljenje: z levo roko vleče nasprotnika za levi rever, z desnico pa pritiska na vrat nasprotnika
- Drseče davljenje z reveri: ali Okuri eri jime, kot je znano, v judu je davljenje * Gogoplata (Hell Gate) : z desnico prime nasprotnika podvratom za levi rever in vleče glavo navzdol, nasprotnika nadziramo tako, da z levim bokom pritiskamo na njegov vrat
- Enokrilno davljenje: z desnico prime nasprotnika pod vratom za levi rever, levo roko potisne pod njegovo levo pazduho in jo položi za njegov vrat njegove boke nadzira z nogami
- Paralelno davljenje: nasprotnika z rokami vleče močno navzdol, leva noga okoli nasprotnikovega vratu, z desnico prime svoje levo stopalo
- Golo davljenje: davljenje z obema podlahtnicama stiska nasprotnikov vrat
- Trikotno davljenje: davljenje, s katerim se tvori trikotnik okoli nasprotne glave s pomočjo nog

### Prijemi v "clinch"
- "Medvedji objem" : klečni oprijem, ki z obema rokama obkroža nasprotnikov trup in se vleče k sebi
- Kravata : Soočenje nasprotnika z eno ali obema rokama na hrbtni strani glave / vratu
- Muay Thai klinč : Stoječega nasprotnika držite z obema rokama okoli vratu
- Overhook : Držanje nasprotnikove roke v stoječem položaju
- Underhook : Držanje pod roko nasprotnika v stoječem položaju
- Kravata : prehodno zadrževanje, ki se uporablja za stabilizacijo nasprotnika pri pripravi na udarec ali met.

### Kompresijski vzvodi
- Ahilov vzvod: vzvod na ahilovi tetivi
- Vzvod na komolčnem sklepu in bicepsu
- Slika štiri : (imenovan tudi ročni trikotnik, trikotnik z nogami) Izraz za razporeditev lastne roke ali nog v obliko številke "4", ko držite nasprotnika
- Vzvod na stegnu

### Skladnost z bolečinami
- Vzvod brade: drži roko na bradi

### Končni prijem
- Zibelka : Stisnite nasprotnika v sedečem položaju, da pripnete ramena s stranskega nosilca
- Spenjalnik : Uporabite nasprotnikova oblačila, da jih tiščite na površino

### Drugi strokovni prijemi
- Vinska trta : Zvijanje udov okoli udov na način, podoben rastlinski trti
- Pas : oprijem, ki obkroža trup nasprotnika, včasih diagonalno
- Headlock : obračanje nasprotnikove glave z roko, zlasti s strani; imenovan tudi zadnji Chancery
- Trnki : za večji nadzor ovijemo roko ali nogo okoli nasprotnikovega uda
- Škarje z nogami: s pritiskom na prsni koš ali trebuh povzroča kompresijsko davljenje
- Škarje : nasprotnika postavi med športnikove noge (kot papir, ki ga režejo škarje )
- Stog : Stisne nasprotnika v navpičnem sedečem položaju (noge navzgor), da se njegova ramena pripnejo na mat